# Satilatlas
Satilatlas là một chi nhện trong họ Linyphiidae.